# Ricardo Zielinski
Ricardo Alberto Zielinski (Lanús, 14 ottobre 1959) è un allenatore di calcio ed ex calciatore argentino, di ruolo centrocampista, tecnico del  Belgrano.

## Palmarès

### Giocatore
- Primera B Nacional: 1

Deportivo Mandiyú: 1988
- Primera B Metropolitana: 1

Ituzaingó: 1991-1992